# Theo Sillon
Theo Sillon (geboren am 28. November 1998) ist ein französischer Telemarker.
Sillon gab am 27. November 2015 in Hintertux sein Debüt im Telemark-Weltcup und belegte im Sprint den 38. Platz. Seine ersten Weltcuppunkte erlangte er zwei Tage später an gleicher Stelle als 25. des zweiten Sprints. Bei der Telemark-Juniorenweltmeisterschaft 2016 in Les Contamines-Montjoie erreichte er im Parallelsprint das Viertelfinale und im Classic den sechsten Rang. Seine erste Weltcup-Saison beendete er auf Platz 30 der Gesamtwertung. Nachdem er in der Saison 2016/17 keine vom Weltverband FIS veranstalteten Wettkämpfe bestritten hatte, ging er im darauffolgenden Jahr wieder regelmäßig im Weltcup an den Start. Mit dem einmaligen Erreichen des Viertelfinals eines Parallelsprints als bestem Resultat wurde er erneut 30. des Gesamtweltcups. Zudem nahm er an der Telemark-Juniorenweltmeisterschaft 2018 in Mürren teil und gewann dort die Bronzemedaille im Classic.
| Saison  | Gesamt | Gesamt | Classic | Classic | Classic Sprint | Classic Sprint | Parallelsprint | Parallelsprint | Riesenslalom | Riesenslalom |
| Saison  | Platz  | Punkte | Platz   | Punkte  | Platz          | Punkte         | Platz          | Punkte         | Platz        | Punkte       |
| ------- | ------ | ------ | ------- | ------- | -------------- | -------------- | -------------- | -------------- | ------------ | ------------ |
| 2015/16 | 30.    | 100    | 26.     | 020     | 24.            | 070            | 36.            | 010            | –            | –            |
| 2017/18 | 30.    | 102    | 27.     | 022     | 28.            | 055            | 32.            | 025            | –            | –            |
| 2018/19 | 11.    | 223    | 11.     | 087     | 9.             | 0116           | 23.            | 020            | –            | –            |
| 2019/20 | 13.    | 137    | 14.     | 036     | 112.           | 097            | 27.            | 004            | –            | –            |